# Bonzac
Bonzac – miejscowość i gmina we Francji, w regionie Nowa Akwitania, w departamencie Żyronda.
Według danych na rok 1990 gminę zamieszkiwało 618 osób, a gęstość zaludnienia wynosiła 83 osób/km² (wśród 2290 gmin Akwitanii Bonzac plasuje się na 630. miejscu pod względem liczby ludności, natomiast pod względem powierzchni na miejscu 1246.).